# Trichoptya
Trichoptya is een geslacht van vlinders van de familie spinneruilen (Erebidae), uit de onderfamilie Catocalinae.

## Soorten
- T. bimaculata Snellen, 1880
- T. caradrinoides Guenée, 1852
- T. divergens Prout, 1926
- T. gaedei Draudt, 1950
- T. horus Fawcett, 1916
- T. ichthyuropis Hampson, 1926
- T. lamottei Fletcher & Viette, 1955
- T. metochrea Hampson, 1926
- T. ochrigramma Hampson, 1926
- T. orthosiana Swinhoe, 1885
- T. padanga Swinhoe, 1916
- T. pallens Moore, 1882
- T. sejuncta Walker, 1856
- T. sinifera Hampson, 1912
- T. sticticraspis Hampson, 1926
- T. terminata Walker, 1873
- T. testacea Rothschild, 1916
- T. transducta Viette, 1958
- T. tuhanensis Holloway, 1976